# هنکو
هنکو یا هنگویه روستایی در دهستان محمله بخش محمله شهرستان خنج استان فارس ایران است. این روستا دارای تابستان‌های گرم و زمستان‌های معتدل است و اگر بارندگی خوب باشد دارای بهاری دل‌انگیز است. این روستا از موهبت‌های زیادی بر خوردار است و جنگل‌هایی از درختان مناطق خشک مانند کُور، کُنار، کِرت، سمر، کُوهِنگ سَلَم روستا را احاطه نموده‌است.

## جمعیت
بر پایه سرشماری عمومی نفوس و مسکن در سال ۱۳۹۵ جمعیت این مکان ۲۷۲ نفر (۵۴ خانوار) بوده‌است.